# Castillo de Eilean Donan

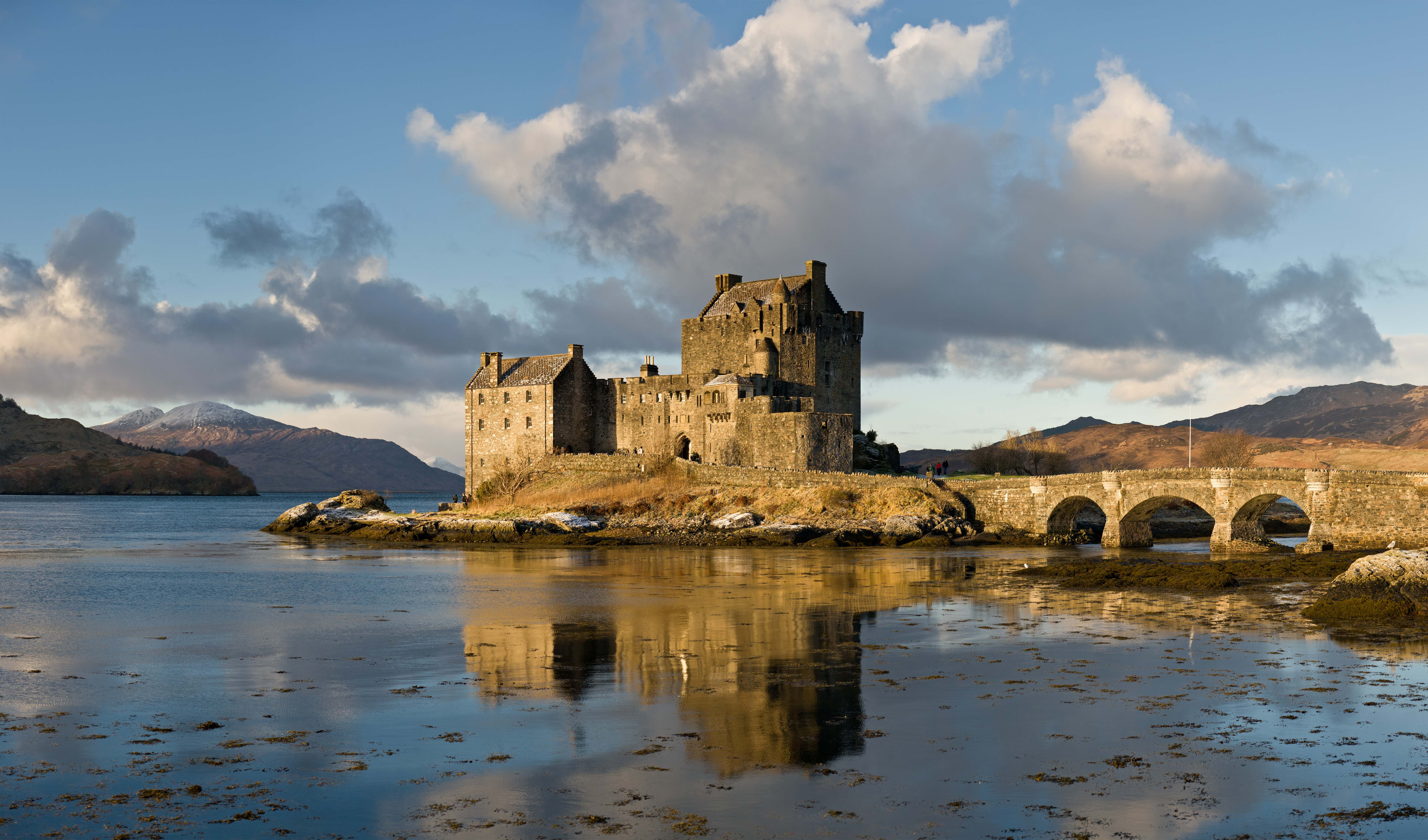
Castillo de Eilean Donan.

El castillo de Eilean Donan es una fortaleza situada sobre la pequeña isla del mismo nombre que se alza a un lado del lago Duich, al noroeste de Escocia, el cual está comunicado a su vez con el cercano océano Atlántico por medio del lago Alsh. Sólo es accesible en barco o a través de un estrecho puente de piedra que comunica la isla con la orilla del lago, por lo que en su día resultó ser una poderosa fortaleza muy difícil de tomar. La población más cercana es Dornie. 
El castillo actual comenzó a construirse en 1220 por orden de Alejandro II de Escocia sobre las ruinas de un antiguo fuerte usado por los pictos, como defensa frente a las incursiones vikingas. Se dice que fue uno de los refugios utilizados por Robert the Bruce cuando huía de las invasiones inglesas de Eduardo I. Posteriormente el castillo se convirtió en residencia del clan MacRae antes de quedar abandonado poco después de la unión entre Escocia e Inglaterra. 
En 1719 fue ocupado por una expedición española que tenía como objetivo levantar militarmente a los escoceses contra la Corona inglesa. Tras un mes de ocupación, tres fragatas inglesas penetraron en el lago Alsh y desde allí bombardearon masivamente la fortaleza hasta que las tropas españolas se rindieron y fueron hechas prisioneras. El castillo de Eilean Donan quedó entonces abandonado en estado de ruina hasta que John MacRae-Gilstrap lo restauró entre 1912 y 1932. Hoy es uno de los lugares más visitados por los turistas que cada verano acuden a Escocia y sigue siendo la residencia oficial del Clan MacRae. 
Los alrededores del castillo han sido elegidos para el rodaje de varias películas en los últimos años. Así, el castillo aparece en varias tomas de El Señor de Ballantrae  (1953), The Private Life of Sherlock Holmes (1970), Los Inmortales (1986), Lago Ness (1995), Braveheart (1995), The World Is Not Enough (1999) y La Boda de mi novia (2008).